# ケンタウルス座アルファ星
ケンタウルス座α星は、ケンタウルス座で最も明るい恒星で全天21の1等星の1つ。

## 概要

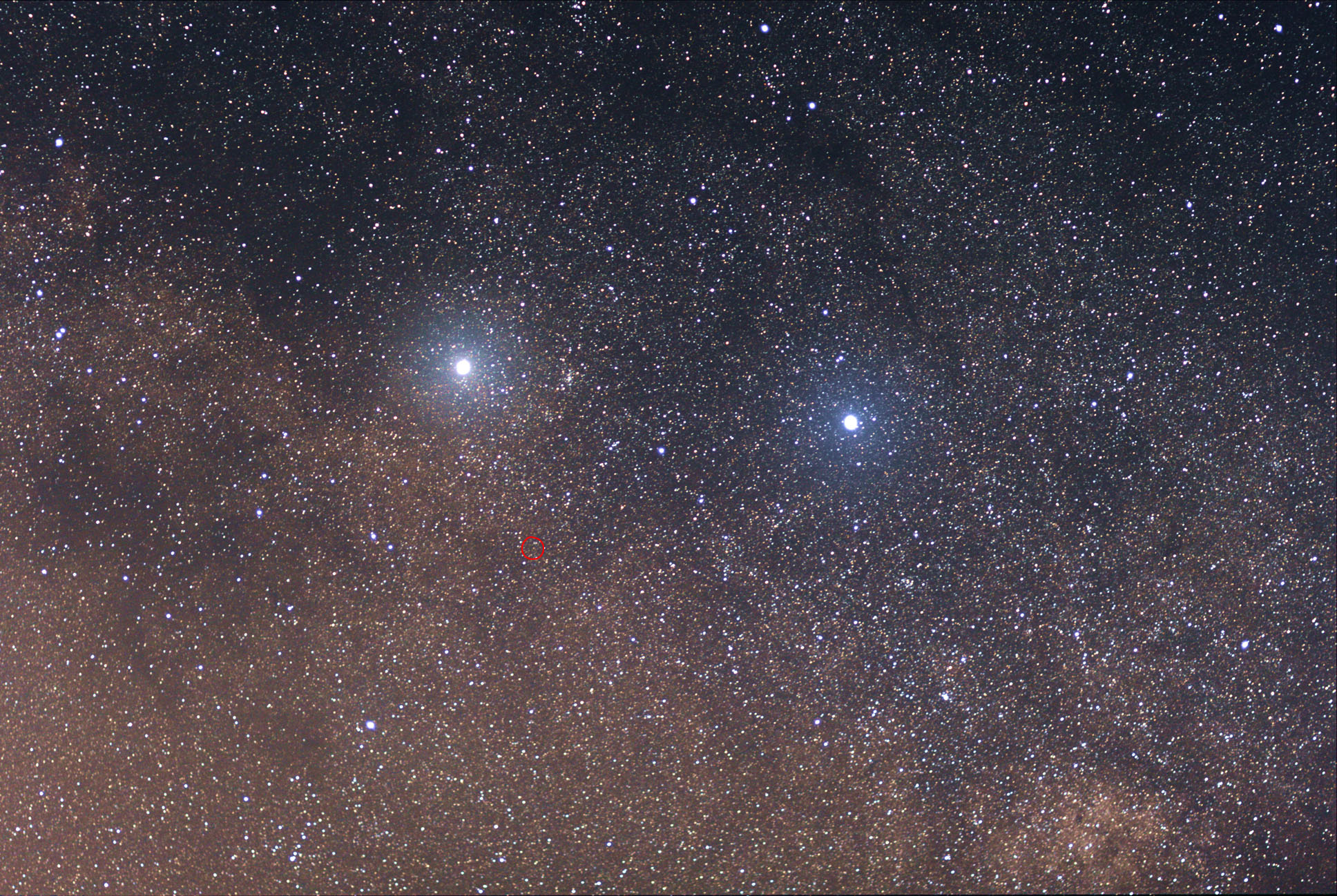
ケンタウルス座の2つの1等星。左がα星。

太陽系から約4.3光年しか離れておらず、最も近い恒星系である。ケンタウルス座α星系は三重連星であり、ケンタウルス座α星A、ケンタウルス座α星B、そして暗く小さな赤色矮星であるプロキシマ・ケンタウリから成る。α星Aとα星Bは肉眼では一つの恒星に見える。α星Aとα星Bをあわせた見かけの明るさは-0.1であり、全天では、シリウスとカノープスに次いで3番目に明るい。α星A・α星Bとプロキシマ・ケンタウリは2.2度離れて見える。プロキシマ・ケンタウリはα星A・α星Bと重力的に結合していると考えられている。
α星Aは質量が太陽の1.1倍、明るさは太陽の1.519倍である。スペクトル型は太陽と同じG2V型。第1伴星のα星Bはそれよりも小さく、質量は太陽の0.907倍、明るさは太陽の半分しかない。この2つの恒星は互いの共通重心を79.91年で公転している。2つの恒星間の距離は太陽-土星間(約10au)から太陽-冥王星間(約40au)まで変動する。
第2伴星プロキシマ・ケンタウリは地球から肉眼では観測できないが、太陽系に最も近い恒星として知られている。その距離は4.246光年で、α星A・α星Bよりわずかに近い。α星A・α星Bからの距離は0.2光年で、天文単位で表すと15,000auとなる。これは太陽から海王星(30au)までの距離の約500倍にもなる。2016年8月にプロキシマ・ケンタウリのハビタブルゾーン内を公転する惑星、プロキシマ・ケンタウリbが発見された。そのため、現在では小型のスターチップを送り込み、プロキシマ・ケンタウリをフライバイして探査を行う、スターショット計画の構想が練られている。

## 構成
先述の通り、ケンタウルス座α星は、肉眼では単一の恒星に見える。α星Aとα星Bの見かけの明るさは-0.1等級である。ケンタウルス座α星系は通常、異なる恒星として識別され、主星をα星A、伴星をα星Bと定義している。第2伴星のプロキシマ・ケンタウリはα星Cとも呼ばれるが、α星A-α星B間の距離よりもはるかに遠くにある。しかし、重力的に結び付いているとされている。プロキシマはα星Aとα星Bからは2.2度ほど離れている。これは満月の視直径の約4倍であり、α星とβ星の間隔の約半分の角度である。プロキシマは連星の典型例のように、楕円軌道で公転しているとされているが、まだ直接的な証拠は発見されていない。
肉眼で観測出来るケンタウルス座α星が2つの恒星から成る事を前提にして、ケンタウルス座α星ABと呼ぶ事もある。この「AB」は、それぞれの恒星を1つの主星として扱い、伴星の見かけ上の重心を示している。「AB-C」とするとプロキシマ・ケンタウリがα星Aとα星Bの連星系の周り、全体を公転している事を表す。古い文献では「A×B」と記されているものもあるが、現在では使用されていない。太陽からα星ABの共通重心までの距離は、それぞれの恒星までの距離とほとんど変わらない。そのため、上記の見かけ上の重心とは別に、1つの恒星だとして考える事もある。
星震学の恒星彩層、および恒星の自転運動の研究から、ケンタウルス座α星系のそれぞれの恒星の年齢に大きな差は無い。しかし、その年齢は観測結果によって、45億年から70億年の間と、かなり誤差がある。星震学の分析に基づくと、推定年齢は48.5億±5億年になる。しかし、その他にも50億±5億年、52億年から71億年、64億年、65.2億±3億年という結果も得られている。また、恒星の彩層活動による分析では、44億から65億年、自転速度の観測からは50億±3億年という値が得られている。
ケンタウルス座α星は星間雲Gクラウドの近くにあるとされ、最も近い恒星系は褐色矮星の連星系WISE J104915.57-531906.1で、約3.6光年離れている。

### ケンタウルス座α星A
ケンタウルス座α星Aはケンタウルス座α星系の主星で、太陽よりわずかに大きい。スペクトル分類は太陽と同じG2V型で、可視光では黄色に見える。質量は太陽より10%大きく、半径は23%大きい。推定自転周期は約22日で、自転速度は秒速2.7±0.7kmになる。この自転周期は太陽の約25日よりもわずかに短い。α星Aのみの視等級は0.01等。

### ケンタウルス座α星B
ケンタウルス座α星Bはケンタウルス座α星系の第1伴星で、太陽より小さく暗い。スペクトル分類はK1V型で、橙色に光る。質量は太陽より10%小さく、半径は14%小さい。推定自転周期は約41日で、自転速度は秒速1.1±0.8kmになる。1995年までは自転周期は36.8日とされていた。α星Bはα星Aよりも強いX線を放射しており、α星Bの光度曲線は短時間に著しく変化し、フレアが観測される事もある。α星Bのみの視等級は1.33等級。

### ケンタウルス座α星C（プロキシマ・ケンタウリ）
ケンタウルス座α星Cはケンタウルス座α星系の第2伴星で、通常は「プロキシマ・ケンタウリ」と呼ばれる。プロキシマの意味は、ラテン語で「最も近い」という意味であり、太陽系に最も近い恒星であることから来ている。スペクトル分類がM5.5Veの小さな赤色矮星である。BV色指数は1.82で、質量は太陽の12.3%、木星の129倍しかない。

## 観測

太陽と比較したケンタウルス座α星の大きさと色

α星Aとα星Bは公転によって2秒角から22秒角、離れて見えるが、どちらにせよ、非常に接近しているので肉眼で分離するのは困難であるが、双眼鏡か5cm程度の望遠鏡があれば容易に可能である。
南半球では、ケンタウルス座α星とケンタウルス座β星の2つの恒星をThe Pointers、あるいは南の指極星 (Southern Pointers) と呼び、その線の延長線上にみなみじゅうじ座がある。β星から西に4.5度離れた位置にα星がある。しかしこの線の延長線上には、みなみじゅうじ座とは区別されている星群、ニセ十字も存在している。
南緯29度以南になると、ケンタウルス座α星は周極星になり、地平線の下に沈む事はない。ケンタウルス座α星が観測出来るのは、北緯29度以南でメキシコのエルモシージョやチワワ、テキサス州のガルベストン、フロリダ州のオカラ、ランサローテ島、スペインのカナリア諸島などが該当する。日本では奄美大島付近にあたる。正中は毎年4月24日と6月8日の午後9時である。
地球からはプロキシマ・ケンタウリはケンタウルス座α星ABから南西に2.2度離れて見える。先述の通り、満月4個分の距離で、β星との距離の約半分にあたる。プロキシマ・ケンタウリは視等級が11.13で、観測するには適度な口径の望遠鏡が必要になる。望遠鏡で観測すると小さく赤く輝く恒星として見える。変光星総合カタログ(GCVS)Ver.4.2にケンタウルス座V645星という名称として登録されている。プロキシマは閃光星（くじら座UV型変光星）であり、わずか数分で視等級が0.6上がる事もある。何人かの天文学者や天文愛好家は定期的に、プロキシマの増光の様子を監視している。

## 観測の歴史
イギリスの探検家Robert Huesは、1592年製作の「Tractatus de Globis」で以下のように記している。
| 「           | Now, therefore, there are but three Stars of the first magnitude that I could perceive in all those parts which are never seene here in England. The first of these is that bright Star in the sterne of Argo which they call Canobus. The secound is in the end of Eridanus. The third [Alpha Centauri] is in the right foote of the Centaure. | 」 |
| —Robert Hues | |    |

ケンタウルス座α星がABから成る連星であることは、1689年12月にフランス人イエズス会士ジャン・リショー (Jean Richaud) によって発見された。彼はインドのポンディシェリから彗星を観測している際に、ケンタウルス座α星が二重星であることに気付いた。彼は、「みなみじゅうじ座α星に次いで、2番目に発見された二重星である」と遺している。
1752年にはフランスの天文学者ニコラ・ルイ・ド・ラカーユは、当時最先端の機器を使って詳細にケンタウルス座α星の位置観測を行った。その後、マニュエル・ジョンソンがケンタウルス座α星の固有運動がそれまで知られていた数値よりも高い事を発見した。セントヘレナ島を訪れたトーマス・ヘンダーソンにそのことを教え、これがヘンダーソンの年周視差観測の成功に役立った。トーマスは、ケンタウルス座α星を1832年の4月と1833年に観測し、その視差を求めたが、あまりにもその値が大きすぎたため、疑念を持った彼は公表する事をしばらく控える事にしたが、最終的には1839年には公表した。しかし、奇しくも前年の1838年にフリードリッヒ・ヴィルヘルム・ベッセルがはくちょう座61番星の年周視差を求める事に成功し、それを基にはくちょう座61番星までの距離を公表している。このため、ケンタウルス座α星は、はくちょう座61番星に次いで2番目に、地球からの距離が判明した恒星となった。
1834年にはジョン・ハーシェルが初めて、マイクロメータを使って観測し、20世紀初頭には、写真乾板を使って分析を行うのが主流となっていった。

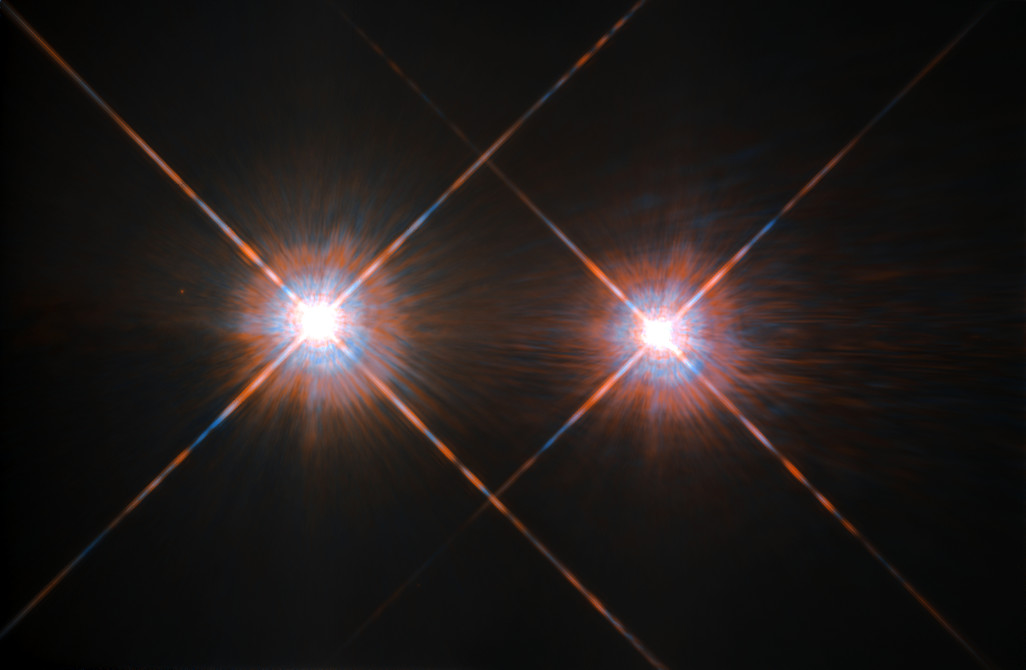
Aは太陽と同じG2型、BはK1型である。

1926年には南アフリカの天文学者William Stephen Finsenがケンタウルス座α星ABの大まかな軌道要素を計算し、現在知られている値に近い値を算出した。
スコットランドの天文学者ロバート・イネスは1915年に写真乾板を使って、プロキシマ・ケンタウリを発見した。観測結果、固有運動がケンタウルス座α星とほぼ一致した為、ケンタウルス座α星系の構成員である事が判明した。しかし、距離はケンタウルス座α星ABよりも地球に近い事が示唆された。その距離は4.24光年と計算され、地球に最も近い恒星である事が判明した。現在の地球からの最新の距離のデータは全て、ヒッパルコス星表(HIP) に記載されている、またはハッブル宇宙望遠鏡の観測によって得られた年周視差を基に計算されている。

## 連星系

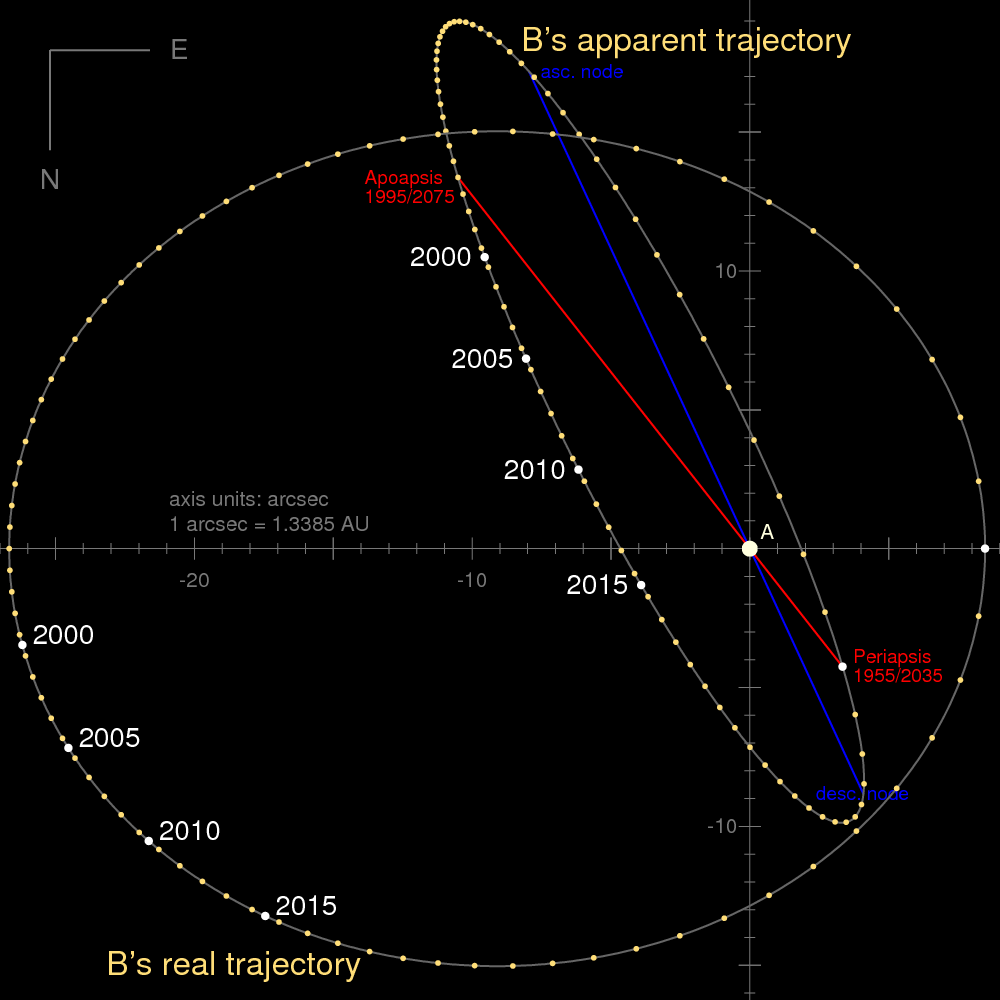
ケンタウルス座α星Bの軌道の模式図。Aを中心にして、Bがどのように動いているかを示している。「B's apparent trajectory」と書かれている細長い軌道は、地球上から見た、見かけ上の軌道。真の軌道は、「B's real trajectory」と書かれている方である。

ケンタウルス座α星AとBは、79.91年の周期で公転しており、軌道長半径は11.2au（16.7億km）で、太陽系に当てはめると、太陽から土星までの距離に匹敵する。しかし、軌道離心率0.5179という極端な楕円軌道のため、遠点では、太陽から冥王星間（35.6au、53億km）まで離れる可能性がある。2つの恒星を合わせた質量は太陽質量のほぼ2倍になる。AとBの絶対等級はそれぞれ、4.38等と5.71等になる。恒星の進化論やスペクトルの観測などに基づくと、連星系の年齢は先述の通り、ばらつきはあるが、50億年から60億年とされている。
地球から見ると、AとBの位置角(PA)は常に変化している。2010年の観測では角直径は、6.74秒角で、PAは245.7度だった。翌年の2011年には、6.04秒角まで接近し、PAは251.8度だった。2016年2月時点で、角直径は4.0秒角で、位置角は300度である。近点時の角直径は1.7秒角で、遠点時は約22秒角まで離れて見える。最後に近点に到達したのは、1976年2月中旬で、次は2056年1月になる。
AとBの真の軌道における近点到達は1955年8月に起こり、次回は2035年8月、遠点到達は1995年5月に起こり、
次回は2075年の見込みである。2つの星の見かけの距離は急速に近付いており、少なくとも2019年まではこの傾向が続く。

### プロキシマ・ケンタウリ
プロキシマ・ケンタウリは、ケンタウルス座α星ABから約15,000auも離れた位置にある。光年に換算すると、約0.24光年になる。重力的にABと結合しているとすると、10万から50万年かけて公転している事になる。しかし、プロキシマ・ケンタウリがABと重力的に結合しておらず、双曲線軌道を持ち、一度接近して、二度と戻ってこない可能性も指摘されている。この場合、プロキシマ・ケンタウリとケンタウルス座α星ABは、偶然、似通った固有運動を持つ可能性が高くなる。理論上では、少なくとも数百万年間は、プロキシマ・ケンタウリはケンタウルス座α星系に留まり続ける事が出来る。いずれにせよ、プロキシマ・ケンタウリが本当にケンタウルス座α星ABと重力的に結合しているかは明らかになっていない。

## 惑星系

### ケンタウルス座α星Aの惑星

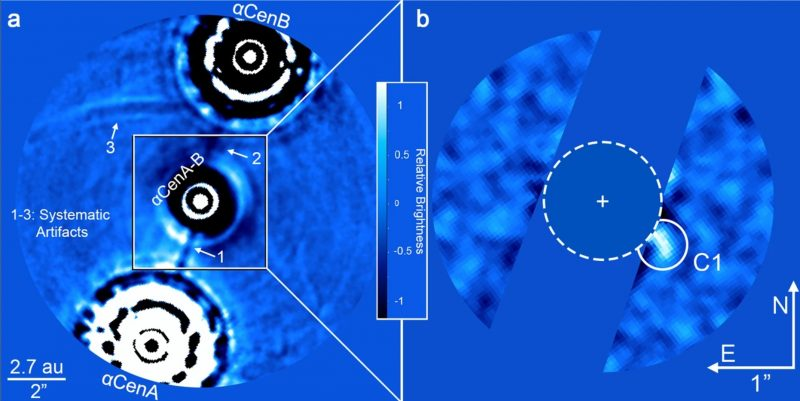
直接観測で捉えられた、ケンタウルス座α星Aを公転している可能性がある惑星候補 C1 の画像

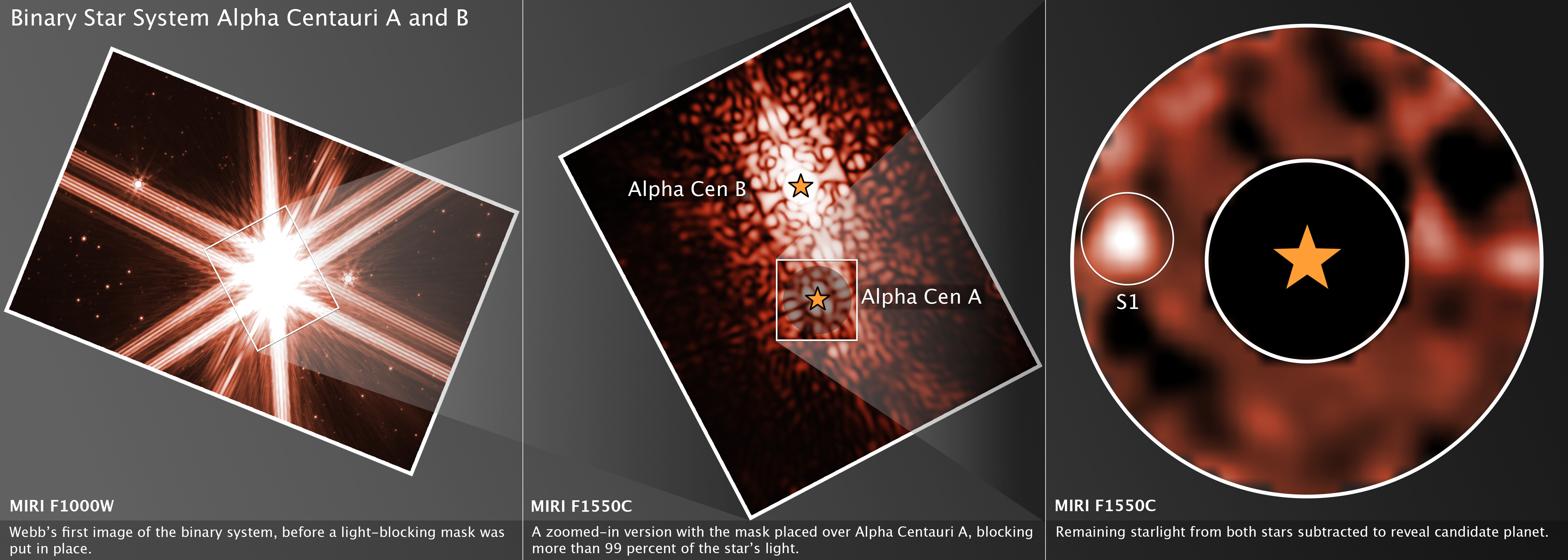
ジェイムズ・ウェッブ宇宙望遠鏡による直接観測で捉えられた、ケンタウルス座α星Aを公転している可能性がある惑星候補 S1 の画像

| 名称 （恒星に近い順） | 質量        | 軌道長半径 （天文単位） | 公転周期 (年) | 軌道離心率 | 軌道傾斜角 | 半径         |
| --------------------- | ----------- | ----------------------- | ------------- | ---------- | ---------- | ------------ |
| b (候補)              | 90 - 150 M⊕ | 2                       | 2 - 3         | 0.4        | 16 - 163°  | 1.0 - 1.1 RJ |

ケンタウルス座α星Ab（候補）
ヨーロッパ南天天文台（ESO）が主導する NEAR (Near Earths in the Alpha Cen Region) プロジェクトは、超大型望遠鏡VLTを用いて集めた2019年5月から6月までの100時間分の観測データを分析した結果、ケンタウルス座α星Aから約 1.1 au 離れた位置を公転する太陽系外惑星候補を直接観測した可能性があると2021年2月に発表した。この惑星候補は Candidate 1 (C1) と呼称されることもある。この惑星はハビタブルゾーン内に存在するとされており、公転周期は約1年程度、質量は海王星と土星の中間であるとされる。現段階では惑星として完全に確認されたわけではなく「候補」という位置付けで、ハビタブルゾーン内を周回する塵や人工的な要因による信号である可能性もあるため、本当に惑星なのかどうか確かめるにはさらなる確認が必要とされている。
2025年8月、ケンタウルス座α星Aから1.5秒離れた位置に天体とみられる光源が2024年8月に行われたジェイムズ・ウェッブ宇宙望遠鏡 (JWST) による観測から検出されたと発表された。研究チームはこの天体候補を S1 と呼称している。S1 はケンタウルス座α星Aから約 2 au 離れているとみられ、少なくとも背景の無関係な天体ではないことが確認されており、観測機器によるアーティファクトである可能性も低いため、ケンタウルス座α星Aを公転している真の太陽系外惑星である可能性がある。しかし、S1 は2025年2月と同年4月の観測では再検出されておらず、真に惑星であると確認するにはさらに追加の観測が必要である。2019年に観測された惑星候補 C1 とこの S1 が同一の天体であると仮定すると、その公転運動によりケンタウルス座α星Aに近づきすぎてその後の再観測が出来なかった可能性が 52% あると計算されている。仮に S1 が太陽系外惑星である場合、質量は地球の90倍から150倍、半径は木星とほぼ同等、平衡温度は 225 K（-48 ℃）と推定されている。

### ケンタウルス座α星Bの惑星
| 名称 （恒星に近い順） | 質量             | 軌道長半径 （天文単位） | 公転周期 (日)   | 軌道離心率 | 軌道傾斜角 | 半径           |
| --------------------- | ---------------- | ----------------------- | --------------- | ---------- | ---------- | -------------- |
| b (未確認)            | > 1.13 ± 0.09 M⊕ | 0.04                    | 3.2357 ± 0.0008 | 0.0        | —          | —              |
| c (候補)              | —                | 0.1                     | 12.4            | <0.24      | —          | 0.92 ± 0.06 R⊕ |

ケンタウルス座α星Bb（撤回）
2012年10月にHARPSの観測により、ケンタウルス座α星Bを公転する太陽系外惑星の発見が報告された。これは当時太陽系に最も近い太陽系外惑星であるとされた。下限質量は地球の1.13倍。主星に近い軌道を周回しているため、生命が存在する可能性は低いと考えられている。ただし2015年11月には、この惑星の存在を否定する研究結果が発表されている。
ケンタウルス座α星Bc（候補）
2013年にはBbとは異なり、トランジット法による観測でケンタウルス座α星Bにもう1つの惑星、ケンタウルス座α星Bcが存在する可能性があると発表された。ケンタウルス座α星Bcも地球の0.92倍の半径を持つ岩石惑星とされており、Bbの外側、0.1 auのところを12.4日で公転していると思われている。

### プロキシマ・ケンタウリの惑星
プロキシマ・ケンタウリb（確認）
プロキシマ・ケンタウリbは、2016年にヨーロッパ南天天文台の天文学者によって発見された地球型惑星である。下限質量は地球の1.17倍。主星からは約0.049 au離れており、ハビタブルゾーン内に位置している。
プロキシマ・ケンタウリc（論争あり）
プロキシマ・ケンタウリcは2020年に正式に発見及び確認され、スーパーアースまたはミニ・ネプチューンであると考えられている。主星から1.49 au離れた軌道を1,928日の公転周期で公転しており、質量は地球の7倍である。2020年6月、惑星の周りを取り巻く大きな環が検出された可能性があると発表されている。しかし、2022年7月27日に公表された論文で実際には存在しない惑星である可能性が指摘されている。
プロキシマ・ケンタウリd（確認）
ESPRESSOによるプロキシマ・ケンタウリbの再観測の際、約5日の公転周期を持つ惑星に由来すると思われる小さな信号が検出された。これが惑星であればその下限質量は地球の0.29倍であるとされている。分析結果に生じたノイズである可能性も残されており、明確な確認には至っていなかったが、2022年2月にヨーロッパ南天天文台が正式に発見を公表した。

### ケンタウルス座α星系の惑星一覧
- 背景色は3つの恒星のうち緑色はA、水色はB、桃色はC（プロキシマ・ケンタウリ）の惑星であることを示す。
- 一覧は発見順に並んでいる。
- 基本は太陽系外惑星エンサイクロペディアのデータと太陽系外惑星データベースのデータを使用しているが、他の情報を使用する場合は出典を示す。
- 発見年の括弧は確認された年である。

| 惑星名                  | 惑星の種類 | 現況     | 質量 （M⊕）         | 半径 （R⊕） | 公転周期 （日）           | 軌道長半径 （au） | 発見年       | 発見方法         | 発見者・施設                                |
| ----------------------- | ---------- | -------- | ------------------- | ----------- | ------------------------- | ----------------- | ------------ | ---------------- | ------------------------------------------- |
| ケンタウルス座α星Bb     | 地球型惑星 | 撤回     | >1.13 ± 0.09        |             | 3.2357±0.0008             | 0.04              | 2012         | ドップラー分光法 | 高精度視線速度系外惑星探査装置（HARPS）     |
| ケンタウルス座α星Bc     | 地球型惑星 | 候補     |                     | 0.92 ± 0.06 | 12.4                      | 0.1               | 2013         | トランジット法   | 宇宙望遠鏡撮像分光器（STIS）                |
| プロキシマ・ケンタウリb | 地球型惑星 | 確認     | >1.173+0.087 −0.090 | 1.07        | 11.18418+0.00068 −0.00074 | 0.04857±0.00029   | 2016         | ドップラー分光法 | ヨーロッパ南天天文台（ESO）                 |
| プロキシマ・ケンタウリc | 地球型惑星 | 論争あり | 7 ± 1               | 1.80        | 1928±20                   | 1.48±0.08         | 2019（2020） | ドップラー分光法 | Mario Damassoら                             |
| プロキシマ・ケンタウリd | 地球型惑星 | 確認     | >0.29 ± 0.08        |             | 5.168+0.051 −0.069        | 0.02895 ± 0.00022 | 2020（2022） | ドップラー分光法 | ESPRESSO                                    |
| ケンタウルス座α星Ab     |            | 候補     |                     | 3.3 - 7     |                           | 1.1               | 2021         | 直接観測法       | Near Earths in the Alpha Cen Region（NEAR） |

## 名称
学名 Alpha Centauri（略号 α Cen）。日本語では、学名そのままにアルファ・ケンタウリとそのまま呼ばれることも少なくなかった。
国際天文学連合の恒星の命名に関するワーキンググループ (Working Group on Star Names, WGSN) によって、2016年8月21日にα星Cに対してプロキシマ・ケンタウリ (Proxima Centauri) 、2016年11月6日にα星Aに対してリギル・ケンタウルス (Rigil Kentaurus) 、2018年8月10日にα星Bに対してトリマン (Toliman) という固有名がそれぞれ正式に定められた。

### リギル・ケンタウルス
リギル・ケンタウルス（Rigil Kentaurus）は、アラビア語で「ケンタウルスの足」を意味する rigl qanṭūris という言葉に由来する。リギル・ケント（Rigil Kent、Rigil Kentaurus の略形）と呼ばれることもあった。これは、20世紀の中頃、航海暦において再命名されたものが、1980年代に恒星の位置の表示が1950年分点 (B.1950.0) から2000年分点 (J.2000.0) へ元期の変換が行われた際、主に英語圏の星図・星表類に記載されるようになったものである。以後、英米では星座解説書等他の文献でも見られるようになったが、この情勢は日本には伝わっていない。そのため、日本ではいまだこの星を固有名で呼ぶ慣習が根付いておらず、翻訳書や一部の書籍で用いられている程度であり、依然としてバイエル名の「α星」の呼び名のままである。
固有名として使われ出したのは20世紀になってからのことだが、星名そのものはかなり古くから存在している。アラビアではこの星のことを رجل قنطورس（Rijl Qanṭūris; リジュル・カントゥーリス、「ケンタウルス（座）の足（の星）」の意）と呼んでいた。明らかにギリシア星座に由来するものであり、アッ＝スーフィーの星図や「ウルグ・ベグの星表」に見られる。このうち、「ウルグ・ベグの星表」のラテン語訳本のハイド版（1665年）で Rigjl Kentaurus と音訳され、更にベイリー版（1843年）において現行の Rigil Kentaurus となった。

### トリマン
アラビア語で「ダチョウ」を意味する الظلمان  (al-Ẓulmān) を語源とする説の他、「ぶどうの蔓の射手」を意味する言葉に由来するとする説がある。